# Mecopselaphus lycoides
Mecopselaphus lycoides là một loài bọ cánh cứng thuộc họ Oedemeridae. Loài này được miêu tả khoa học đầu tiên năm 1873 bởi Kirsch.